# Denier (Pas-de-Calais)
Denier ist eine französische Gemeinde mit 93 Einwohnern (Stand 1. Januar 2022) im Département Pas-de-Calais in der Region Hauts-de-France. Sie gehört zum Arrondissement Arras, im Kanton Avesnes-le-Comte und im Kommunalverband Campagnes de l’Artois.

## Lage
Die Gemeinde Denier liegt im Südosten des Artois nahe der Quelle der Canche, 23 Kilometer westlich von Arras. Nachbargemeinden von Denier sind Ambrines im Nordosten, Lignereuil im Osten, Beaufort-Blavincourt im Südosten, Liencourt im Süden, Berlencourt-le-Cauroy im Südwesten sowie Sars-le-Bois im Nordwesten.

## Bevölkerungsentwicklung
| Jahr                       | 1962 | 1968 | 1975 | 1982 | 1990 | 1999 | 2006 | 2015 | 2022 |
| -------------------------- | ---- | ---- | ---- | ---- | ---- | ---- | ---- | ---- | ---- |
| Einwohner                  | 105  | 110  | 88   | 74   | 61   | 58   | 46   | 78   | 93   |
| Quellen: Cassini und INSEE |      |      |      |      |      |      |      |      |      |